# Washington César Santos
Washington César Santos (Valença, 3 januari 1960 – Curitiba, 25 mei 2014) was Braziliaanse voetballer, beter bekend onder zijn spelersnaam Washington.

## Biografie
Hij begon zijn carrière bij Galícia in 1980. In 1981 won hij met Internacional het Campeonato Gaúcho. Een jaar later trok hij naar Atlético Paranaense, waar hij een goed duo vormde met Assis. De club won het Campeonato Paranaense en een jaar later ging hij samen met Assis voor Fluminense spelen. Hier won hij drie keer op rij het Campeonato  Carioca en in 1984 zelfs de landstitel. Na zes jaar verliet hij Fluminense voor Guarani en speelde daar één jaar om dan voor Botafogo te gaan spelen, waarmee hij in 1990 het Campeonato Carioca won. Hij keerde ook nog terug naar Atlético Paranaense en in 1992 won hij met Desportiva nog het Campeonato Capixaba. Zijn laatste titel won hij een jaar later met Santa Cruz, het Campeonato Pernambucano. 
Washington speelde vijf wedstrijden voor het nationale elftal en won met zijn land goud op de Pan-Amerikaanse Spelen 1987. 
Hij overleed op 54-jarige leeftijd aan de gevolgen van ALS. 